# Sobór Zaśnięcia Matki Bożej w Odessie
Sobór Zaśnięcia Matki Bożej – prawosławny sobór w Odessie, w jurysdykcji eparchii odeskiej Ukraińskiego Kościoła Prawosławnego Patriarchatu Moskiewskiego.

## Historia
Kamień węgielny pod budowę soboru położył w 1855 biskup chersoński i odeski Innocenty. Sobór z trzema ołtarzami zaprojektował L. Otton, a budowę sfinansowała w większej części kupiecka rodzina Czeriepiennikowów. Budowa świątyni trwała czternaście lat – została ukończona już po śmierci biskupa Innocentego, gdy ordynariuszem eparchii chersońskiej był Dymitr (Murietow); on też 12 kwietnia 1869 wyświęcił ukończoną budowlę. W piwnicy soboru rozlokowano cerkiew przeznaczoną dla miejscowej wspólnoty jednowierców, z dwoma ołtarzami: św. Mikołaja oraz Trzech Świętych Hierarchów. Wyposażenie obiektu ufundowali darczyńcy z Moskwy, a główny ołtarz nowej świątyni konsekrował w styczniu 1875 arcybiskup chersoński i odeski Leoncjusz.
Sobór pozostawał czynny do lat 30. XX wieku, gdy został zamknięty przez władze radzieckie. Dolna świątynia cerkwi uległa w tym czasie dewastacji, zalana wodą. W 1942, gdy Odessa znajdowała się pod rumuńską okupacją, tę część świątyni odnowiono i przywrócono do użytku liturgicznego. Podczas II wojny światowej w główną kopułę cerkwi uderzyła niemiecka bomba, powodując znaczne zniszczenia. 56-metrowa dzwonnica soboru stała się jednym z symboli antyhitlerowskiego oporu mieszkańców.
Po zakończeniu działań wojennych odbudowę soboru koordynowali biskupi odescy Nikon i Borys, przyczynił się do niej również patriarcha moskiewski i całej Rusi Aleksy. Remont kapitalny soboru przeprowadził w 2008 metropolita odeski Agatangel. W toku renowacji w soborze wykonano nowe freski. Z inicjatywy tego samego hierarchy w kolejnych latach pozłocone zostały cerkiewne kopuły.

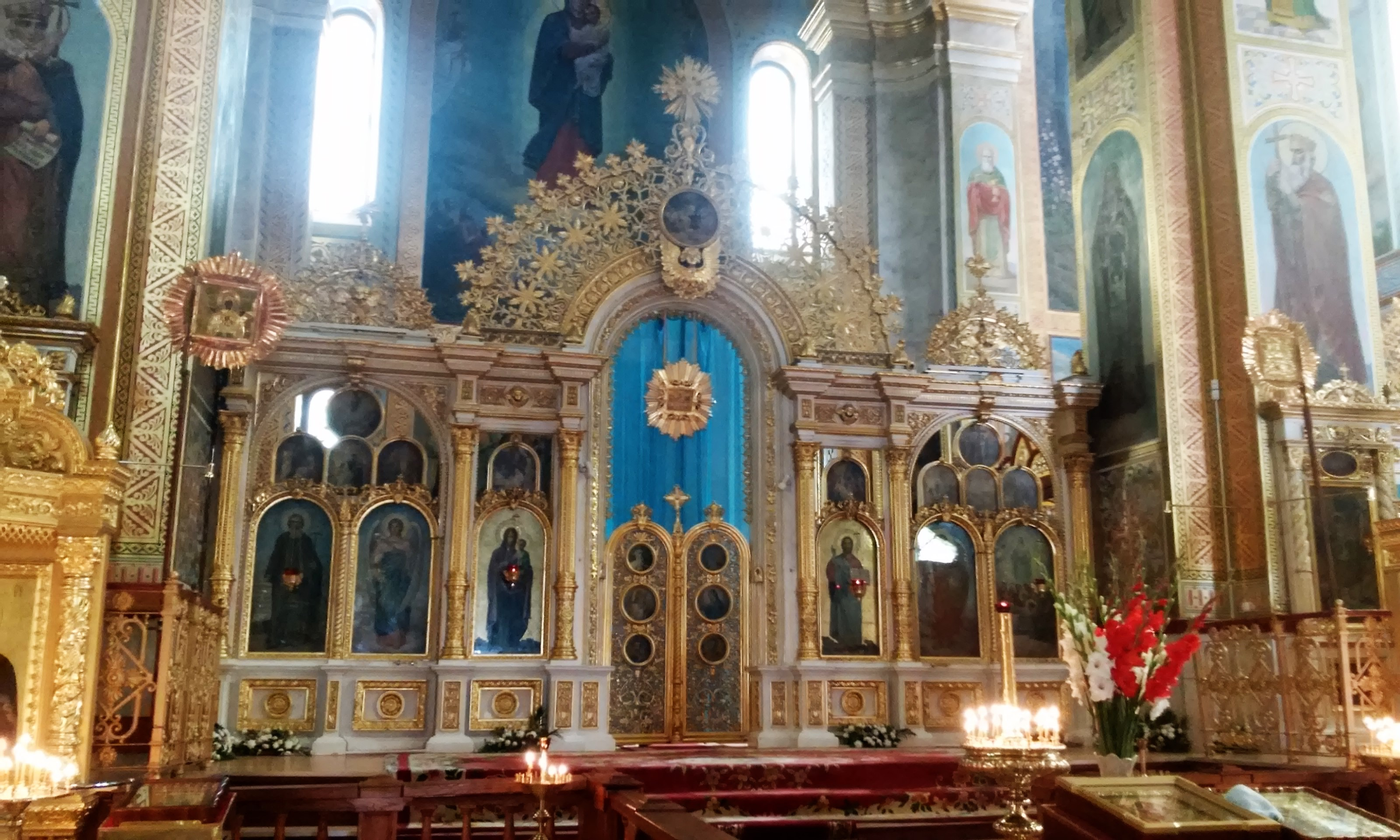

W cerkwi przechowywana jest ikona i cząsteczka relikwii świętego biskupa chersońskiego Innocentego oraz relikwie lokalnego świętego, sprawiedliwego Jonasza, jak również krzyż, którego używał on do święcenia wody. Sobór jest również ośrodkiem kultu Kaspierowskiej Ikony Matki Bożej.
Sobór Zaśnięcia Matki Bożej jest jedną z dwóch katedr – obok soboru Przemienienia Pańskiego – eparchii odeskiej. W związku z tym wielokrotnie odprawiali w nim Święte Liturgie zwierzchnicy Kościołów prawosławnych: patriarchowie moskiewscy i całej Rusi Aleksy I, Pimen i Aleksy II, aleksandryjscy – Mikołaj VI i Parteniusz II, antiocheński Aleksander III, gruziński Eliasz II, rumuński Justynian, serbski German oraz bułgarski Maksym. W 1957 patriarcha Aleksy I poprowadził w soborze chirotonię biskupią archimandryty Pimena (Izwiekowa), który został później jego następcą na urzędzie patriarchy.